# Historia electoral de Edward Kennedy

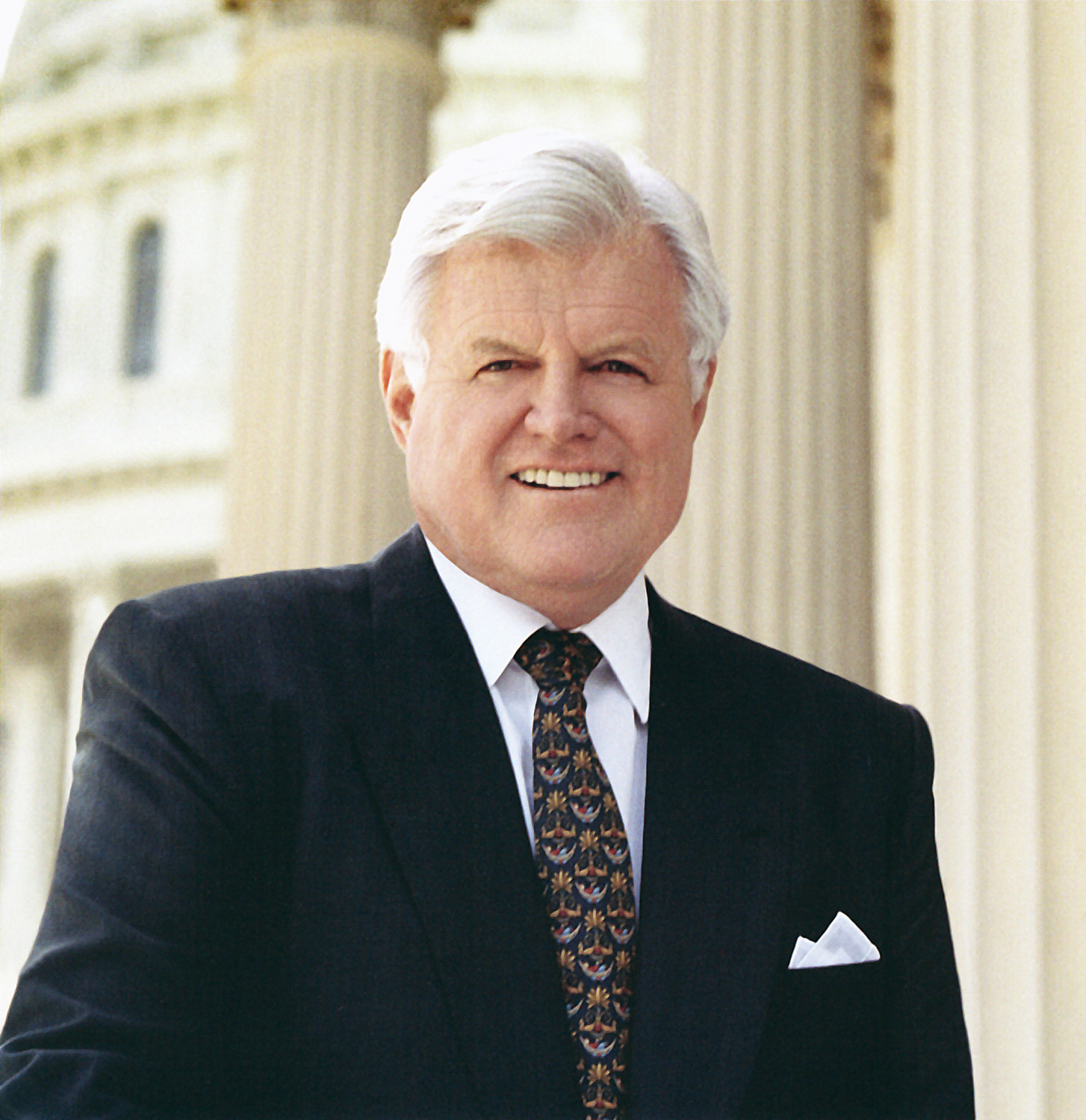
Senador Edward Kennedy (D-MA).

Historia Electoral de Edward Kennedy, Senador Sénior de Massachusetts (1962-2009)

## Senado de Estados Unidos
Primaria Demócrata para el Senado de los Estados Unidos, Massachusetts 1962
- Ted Kennedy - 559,303 (69.33%)
- Edward J. McCormack, Jr. - 247,403 (30.67%)

Senado de los Estados Unidos elección especial, Massachusetts 1962
- Ted Kennedy (D) - 1,162,611 (52.92%)
- George Cabot Lodge (R) - 977,668 (44.50%)
- H. Stuart Hudges (I) - 50,013 (2.28%)
- Lawrence Gilfedder (Socialist Labor) - 5,330 (0.24%)
- Mark R. Shaw (Prohibition) - 1,439 (0.07%)

Senado de los Estados Unidos en Massachusetts, 1964
- Ted Kennedy (D) (inc.) - 1,716,907 (74.26%)
- Howard J. Whitmore, Jr. (R) - 587,663 (25.42%)
- Lawrence Gilfedder (Socialist Labor) - 4,745 (0.21%)
- Grace F. Luder (Prohibition) - 2,700 (0.12%)

Senado de los Estados Unidos en Massachusetts, 1970
- Ted Kennedy (D) (inc.) - 1,202,856 (62.16%)
- Josiah Spaulding (R) - 715,978 (37.00%)
- Lawrence Gilfedder (Socialist Labor) - 10,378 (0.54%)
- Mark R. Shaw (Prohibition) - 5,944 (0.31%)

Primaria Demócrata Senado de los Estados Unidos en Massachusetts, 1976
- Ted Kennedy (inc.) - 534,725 (73.86%)
- Robert E. Dinsmore - 117,496 (16.23%)
- Frederick C. Langone - 59,315 (8.19%)
- Bernard Shannon - 12,399 (1.71%)
- Others - 53 (0.01%)

Senado de los Estados Unidos en Massachusetts, 1976
- Ted Kennedy (D) (inc.) - 1,726,657 (69.31%)
- Michael S. Robertson (R) - 722,641 (29.01%)
- Carol Henderson Evans (Socialist Workers) - 26,283 (1.06%)
- H. Graham Lowry (US Labor) - 15,517 (0.62%)

Senado de los Estados Unidos en Massachusetts, 1982
- Ted Kennedy (D) (inc.) - 1,247,084 (60.82%)
- Ray Shamie (R) - 784,602 (38.26%)
- Howard S. Katz (Libertarian) - 18,878 (0.92%)

Senado de los Estados Unidos en Massachusetts, 1988
- Ted Kennedy (D) (inc.) - 1,693,344 (64.97%)
- Joseph D. Malone (R) - 884,267 (33.93%)
- Mary Fridley (New Alliance) - 15,208 (0.58%)
- Frede Lee Nanson (Libertarian) - 13,199 (0.51%)
- Others - 207 (0.01%)

Primaria Demócrata para el Senado de los Estados Unidos en Massachusetts, 1994
- Ted Kennedy (inc.) - 391,637 (98.87%)
- Others - 4,498 (1.14%)

Senado de los Estados Unidos en Massachusetts, 1994
- Ted Kennedy (D) (inc.) - 1,265,997 (58.08%)
- Mitt Romney (R) - 894,000 (41.01%)
- Lauraleigh Dozier (Libertarian) - 14,484 (0.66%)
- William A. Ferguson, Jr. (LaRouche Movement) - 4,776 (0.22%)
- Others - 688 (0.03%)

Primaria Demócrata para el Senado de los Estados Unidos en Massachusetts, 2000
- Ted Kennedy (inc.) - 236,883 (98.97%)
- Others - 2,467 (1.03%)

Senado de los Estados Unidos en Massachusetts, 2000
- Ted Kennedy (D) (inc.) - 1,887,479 (72.61%)
- Jack E. Robinson III (R) - 334,700 (12.88%)
- Carla Howell (Libertarian) - 308,748 (11.88%)
- Philip F. Lawler (Constitution) - 42,316 (1.63%)
- Dale E. Friedgen (I) - 15,453 (0.59%)
- R. Philip Hyde (I) - 8,444 (0.33%)
- Others - 2,474 (0.10%)

Senado de los Estados Unidos en Massachusetts, 2006
- Ted Kennedy (D) (inc.) - 1,500,738 (69.30%)
- Kenneth Chase (R) - 661,532 (30.55%)
- Others - 3,220 (0.15%)

## Carreras Presidenciales y vicepresidenciales
Primaria demócrata de Massachusetts de 1964
- Lyndon B. Johnson (inc.) - 61,035 (72.91%)
- Robert F. Kennedy - 15,870 (18.96%)
- Henry Cabot Lodge, Jr. - 2,269 (2.71%)
- Ted Kennedy - 1,259 (1.50%)
- Adlai Stevenson II - 952 (1.14%)
- George Wallace - 565 (0.68%)
- Hubert Humphrey - 323 (0.39%)

Primaria demócrata de 1964
- Eugene McCarthy - 2,914,933 (38.73%)
- Robert F. Kennedy - 2,305,148 (30.63%)
- Stephen M. Young - 549,140 (7.30%)
- Lyndon B. Johnson (inc.) - 383,590 (5.10%)
- Thomas C. Lynch - 380,286 (5.05%)
- Roger D. Branigin - 238,700 (3.17%)
- George Smathers - 236,242 (3.14%)
- Hubert Humphrey - 166,463 (2.21%)
- Unpledged delegates - 161,143 (2.14%)
- Scott Kelly - 128,899 (1.71%)
- George Wallace - 34,489 (0.46%)
- Richard Nixon - 13,610 (0.18%)
- Ronald Reagan - 5,309 (0.07%)
- Ted Kennedy - 4,052 (0.05%)
- Paul C. Fisher - 506 (0.01%)
- John G. Crommelin - 186 (0.00%)

Convención demócrata de 1968
- Hubert Humphrey - 1,760 (67.43%)
- Eugene McCarthy - 601 (23.03%)
- George McGovern - 147 (5.63%)
- Channing E. Phillips - 68 (2.61%)
- Daniel K. Moore - 18 (0.69%)
- Ted Kennedy - 13 (0.50%)
- Paul Bryant - 1 (0.04%)
- James H. Gray - 1 (0.04%)
- George Wallace - 1 (0.04%)

Convención demócrata de 1968 (Vicepresidencial) 
- Edmund Muskie - 1,945 (74.01%)
- Abstaining - 605 (23.02%)
- Julian Bond - 49 (1.87%)
- David C. Hoeh - 4 (0.15%)
- Ted Kennedy - 4 (0.15%)
- Eugene McCarthy - 3 (0.11%)
- Richard J. Daley - 2 (0.08%)
- Don Edwards - 2 (0.08%)
- George McGovern - 2 (0.08%)
- Robert McNair - 2 (0.08%)
- Abraham A. Ribicoff - 2 (0.08%)
- James Tate - 2 (0.08%)
- Allard Lowenstein - 1 (0.04%)
- Paul O'Dwyer - 1 (0.04%)
- Henry Reuss - 1 (0.04%)
- William F. Ryan - 1 (0.04%)
- Terry Sanford - 1 (0.04%)
- Sargent Shriver - 1 (0.04%)

Convención del partido liberal de 1968
- Hubert Humphrey - 199 (89.64%)
- Abstaining - 11 (4.96%)
- None of these candidates - 11 (4.96%)
- Ted Kennedy - 1 (0.45%)

Primarias Demócratas de 1972
- Hubert Humphrey - 4,121,372 (25.77%)
- George McGovern - 4,053,451 (25.34%)
- George Wallace - 3,755,424 (23.48%)
- Edmund Muskie - 1,840,217 (11.51%)
- Eugene McCarthy - 553,990 (3.46%)
- Henry M. Jackson - 505,198 (3.16%)
- Shirley Chisholm - 430,703 (2.69%)
- Terry Sanford - 331,415 (2.07%)
- John Lindsay - 196,406 (1.23%)
- Samuel Yorty - 79,446 (0.50%)
- Wilbur Mills - 37,401 (0.23%)
- Walter E. Fauntroy - 21,217 (0.13%)
- Unpledged - 19,533 (0.12%)
- Ted Kennedy - 16,693 (0.10%)
- Vance Hartke - 11,798 (0.07%)
- Patsy Mink - 8,286 (0.05%)
- None - 6,269 (0.04%)

Convención Demócrata de 1972
- George McGovern - 1,729 (57.37%)
- Henry M. Jackson - 525 (17.42%)
- George Wallace - 382 (12.67%)
- Shirley Chisholm - 152 (5.04%)
- Terry Sanford - 78 (2.59%)
- Hubert Humphrey - 67 (2.22%)
- Wilbur Mills - 34 (1.13%)
- Edmund Muskie - 25 (0.83%)
- Ted Kennedy - 13 (0.43%)
- Wayne L. Hays - 5 (0.17%)
- Eugene McCarthy - 2 (0.07%)
- Ramsey Clark - 1 (0.03%)
- Walter Mondale - 1 (0.03%)

Convención Demócrata de 1972 (Vicepresidencia) 
- Thomas Eagleton - 1,742 (59.07%)
- Frances Farenthold - 405 (13.73%)
- Mike Gravel - 226 (7.66%)
- Endicott Peabody - 108 (3.66%)
- Clay Smothers - 74 (2.51%)
- Birch Bayh - 62 (2.10%)
- Peter W. Rodino - 57 (1.93%)
- Jimmy Carter - 30 (1.02%)
- Shirley Chisholm - 20 (0.68%)
- Moon Landrieu - 19 (0.64%)
- Edward T. Breathitt - 18 (0.61%)
- Ted Kennedy - 15 (0.51%)
- Fred R. Harris - 14 (0.48%)
- Richard G. Hatcher - 11 (0.37%)
- Harold Hughes - 10 (0.34%)
- Joseph Montoya - 9 (0.31%)
- William L. Guy - 8 (0.27%)
- Adlai Stevenson III - 8 (0.27%)
- Robert Bergland - 5 (0.17%)
- Hodding Carter - 5 (0.17%)
- César Chávez - 5 (0.17%)
- Wilbur Mills - 5 (0.17%)
- Wendell Anderson - 4 (0.14%)
- Stanley Arnold - 4 (0.14%)
- Ron Dellums - 4 (0.14%)
- John J. Houlihan - 4 (0.14%)
- Roberto A. Mondragon - 4 (0.14%)
- Reubin O'Donovan Askew - 3 (0.10%)
- Herman Badillo - 3 (0.10%)
- Eugene McCarthy - 3 (0.10%)
- Claiborne Pell - 3 (0.10%)
- Terry Sanford - 3 (0.10%)
- Ramsey Clark - 2 (0.07%)
- Richard J. Daley - 2 (0.07%)
- John DeCarlo - 2 (0.07%)
- Ernest Gruening - 2 (0.07%)
- Roger Mudd - 2 (0.07%)
- Edmund Muskie - 2 (0.07%)
- Claude Pepper - 2 (0.07%)
- Abraham A. Ribicoff - 2 (0.07%)
- Hoyt Patrick Taylor, Jr. - 2 (0.07%)
- Leonard F. Wodcoock - 2 (0.07%)
- Bruno Agnoli - 2 (0.07%)
- Ernest Albright - 1 (0.03%)
- William A. Barrett - 1 (0.03%)
- Daniel Berrigan - 1 (0.03%)
- Philip Berrigan - 1 (0.03%)
- Julian Bond - 1 (0.03%)
- Skipper Bowles - 1 (0.03%)
- Archibald Burton - 1 (0.03%)
- Phillip Burton - 1 (0.03%)
- William Chappell - 1 (0.03%)
- Lawton Chiles - 1 (0.03%)
- Frank Church - 1 (0.03%)
- Robert Drinan - 1 (0.03%)
- Nick Galifianakis - 1 (0.03%)
- John Z. Goodrich - 1 (0.03%)
- Michael Griffin - 1 (0.03%)
- Martha Griffiths - 1 (0.03%)
- Charles Hamilton - 1 (0.03%)
- Patricia Harris - 1 (0.03%)
- Jim Hunt - 1 (0.03%)
- Daniel Inouye - 1 (0.03%)
- Henry M. Jackson - 1 (0.03%)
- Robery Kariss - 1 (0.03%)
- Allard K. Lowenstein - 1 (0.03%)
- Mao Zedong - 1 (0.03%)
- Eleanor McGovern - 1 (0.03%)
- Martha Beall Mitchell - 1 (0.03%)
- Ralph Nader - 1 (0.03%)
- George Norcross III - 1 (0.03%)
- Jerry Rubin - 1 (0.03%)
- Fred Seaman - 1 (0.03%)
- Joe Smith - 1 (0.03%)
- Benjamin Spock - 1 (0.03%)
- Patrick Tavolacci - 1 (0.03%)
- George Wallace - 1 (0.03%)

Primarias Demócratas de 1976
- Jimmy Carter - 6,235,609 (39.27%)
- Jerry Brown - 2,449,374 (15.43%)
- George Wallace - 1,955,388 (12.31%)
- Mo Udall - 1,611,754 (10.15%)
- Henry M. Jackson - 1,134,375 (7.14%)
- Frank Church - 830,818 (5.23%)
- Robert Byrd - 340,309 (2.14%)
- Sargent Shriver - 304,399 (1.92%)
- Unpledged - 283,437 (1.79%)
- Ellen McCormack - 238,027 (1.50%)
- Fred R. Harris - 234,568 (1.48%)
- Milton Shapp - 88,254 (0.56%)
- Birch Bayh - 86,438 (0.54%)
- Hubert Humphrey - 61,992 (0.39%)
- Ted Kennedy - 19,805 (0.13%)
- Lloyd Bentsen - 4,046 (0.03%)
- Terry Sanford - 404 (0.00%)

Convención Demócrata de 1976
- Jimmy Carter - 2,239 (74.48%)
- Mo Udall - 330 (10.98%)
- Jerry Brown - 301 (10.01%)
- George Wallace - 57 (1.90%)
- Ellen McCormack - 22 (0.73%)
- Frank Church - 19 (0.63%)
- Hubert Humphrey - 10 (0.33%)
- Henry M. Jackson - 10 (0.33%)
- Fred R. Harris - 9 (0.30%)
- Milton Shapp - 2 (0.07%)
- Robert Byrd - 2 (0.07%)
- Hugh Carey, César Chávez, Leon Jaworski, Barbara Jordan, Ted Kennedy, George McGovern, Edmund Muskie, Jennings Randolph, Fred Stover - Cada uno 1 voto (0.03%)

Primarias Demócratas de 1980
- Jimmy Carter (inc.) - 10,043,016 (51.13%)
- Ted Kennedy - 7,381,693 (37.58%)
- Unpledged - 1,288,423 (6.56%)
- Jerry Brown - 575,296 (2.93%)
- Lyndon LaRouche - 177,784 (0.91%)
- Cliff Finch - 48,032 (0.25%)

Convención Demócrata de 1980
- Jimmy Carter (inc.) - 2,123 (64.04%)
- Ted Kennedy - 1,151 (34.72%)
- William Proxmire - 10 (0.30%)
- Koryne Kaneski Horbal - 5 (0.15%)
- Scott M. Matheson, Sr. - 5 (0.15%)
- Ron Dellums - 3 (0.09%)
- Robert Byrd - 2 (0.06%)
- John Culver - 2 (0.06%)
- Kent Hance - 2 (0.06%)
- Jennings Randolph - 2 (0.06%)
- Warren Spannaus - 2 (0.06%)
- Alice Tripp - 2 (0.06%)
- Jerry Brown - 1 (0.03%)
- Dale Bumpers - 1 (0.03%)
- Hugh L. Carey - 1 (0.03%)
- Walter Mondale - 1 (0.03%)
- Edmund Muskie - 1 (0.03%)
- Thomas J. Steed - 1 (0.03%)

- Datos: Q5356372